# Pufulița cu flori mici

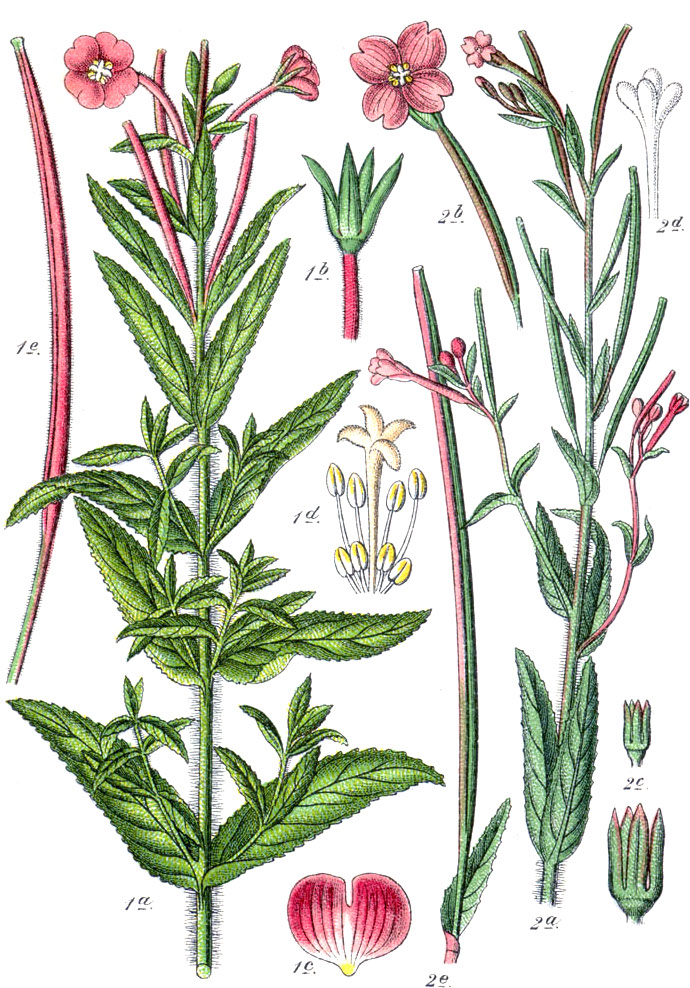
Morfologia (Epilobium parviflorum)

Pufulița cu flori mici (Epilobium parviflorum) este o plantă erbacee bienală sau perenă (2-5 ani) din familia Onagraceae.
Denumiri populare: răscoaje, răscoage, zburătoare.

## Descriere
Epilobium parviflorum are mugurii săi de iernat situați chiar sub suprafața solului. Axul floral este mai mult sau mai puțin erect, cu câteva frunze.
Epilobium parviflorum atinge 30–80 de centimetri înălțime. Tulpina este erectă și dens acoperită cu peri, care se ramifică în partea superioară. Frunzele sunt opuse, lanceolate și dințate, rotunjite la bază, lungi de 4–10 centimetri. Florile mici sunt roz pal sau violet pal, 6–7 milimetri în diametru, cu patru petale, opt stamine și un stigmat cu 4 lobi. Înflorirea are loc din iunie până în septembrie.

## Habitat
Preferă zonele de mlaștini și bălțile de mică adâncime, pajiști umede de munte și versanți nordici, la o altitudine pănă în 1800 de metri.

## Ecologie
Datorită schimbărilor climatice epilobium parviflorum dispare treptat din flora spontană a României. 

## Substanțe active
Pufulița cu flori mici este bogată în flavonoide; Cele mai multe dintre ele sunt glicozide și conținutul lor în plantă variază în jur de 1,5%. Agliconii care nu sunt legați de zahăr sunt miricetina, quercetina și kaempferol. 
Planta conține între 4 și 14% taninuri, în primul rând taninuri care sunt derivate din acidul elagic (elagitanini macrociclici), dar și galotanini mai simpli.
Specia conține aproximativ 0,55% β-sitosterol, un fitosterol. Exista si acid caprilic, acid capric, acid palmitic si acid stearic.

## Utilizări medicinale
Extractele din această plantă au fost folosite de medicina tradițională în afecțiuni ale prostatei, vezicii urinare și rinichilor, având efect antioxidant și antiinflamator. 
Planta Epilobium parviflorum a fost prescrisă intern ca ceai în medicina tradițională austriacă pentru tratamentul afecțiunilor prostatei, rinichilor și tractului urinar.
S-a demonstrat că extractele de Epilobium inhibă proliferarea celulelor de prostată umană in vitro, afectând progresia ciclului celular.

## Efecte
Antioxidant, antiinflamator, antibiotic, antiviral, emolient, astringent.

## Efecte adverse
Utilizarea prelungită poate provoca iritații ale stomacului sau intestinelor.

## Administrare
Prepararea ceaiului: se adaugă o linguriță de plantă uscată la 250 ml de apă fierbinte, se lasă să stea acoperit 15 minute, apoi se strecoară și se bea pe stomacul gol. 
Se beau doar două căni pe zi, una dimineața pe stomacul gol și cealaltă seara cu o jumătate de oră înainte de culcare.